# Theora moulinsii
Theora moulinsii is een tweekleppigensoort uit de familie van de Semelidae. De wetenschappelijke naam van de soort is voor het eerst geldig gepubliceerd in 1869 door Récluz.